# 어떤방문 : 디지털삼인삼색2009
《어떤방문 : 디지털삼인삼색2009》는 한국에서 제작된 라브 디아즈 감독의 2009년 드라마 영화이다. 정유미 등이 주연으로 출연하였고 민병록 등이 제작에 참여하였다.

## 캐스팅

### 주연
- 정유미
- 이선균
- 문성근
- 키타무라 카즈키
- 단테 페레즈
- 나카무라 유코
- 크리스틴 킨탄자
- 윌리 페르난데스

## 스태프
- 프로듀서: 정수완, 성기석, 유운성, 조지훈
- 공동프로듀서: 이정진, 이선미, 차승주, 김현태, 유현주, 김지연, 오미옥, 황균민
- 라인프로듀서: 박혜진
- 광고디자인: 구민철, 한소영
- 배급부문: 김정우, 정무경
- 마케팅부문: 김광현, 한세진
- 마케팅부문: 조윤하, 이지은
- 예고편: 장정진, 여성재